# DB320

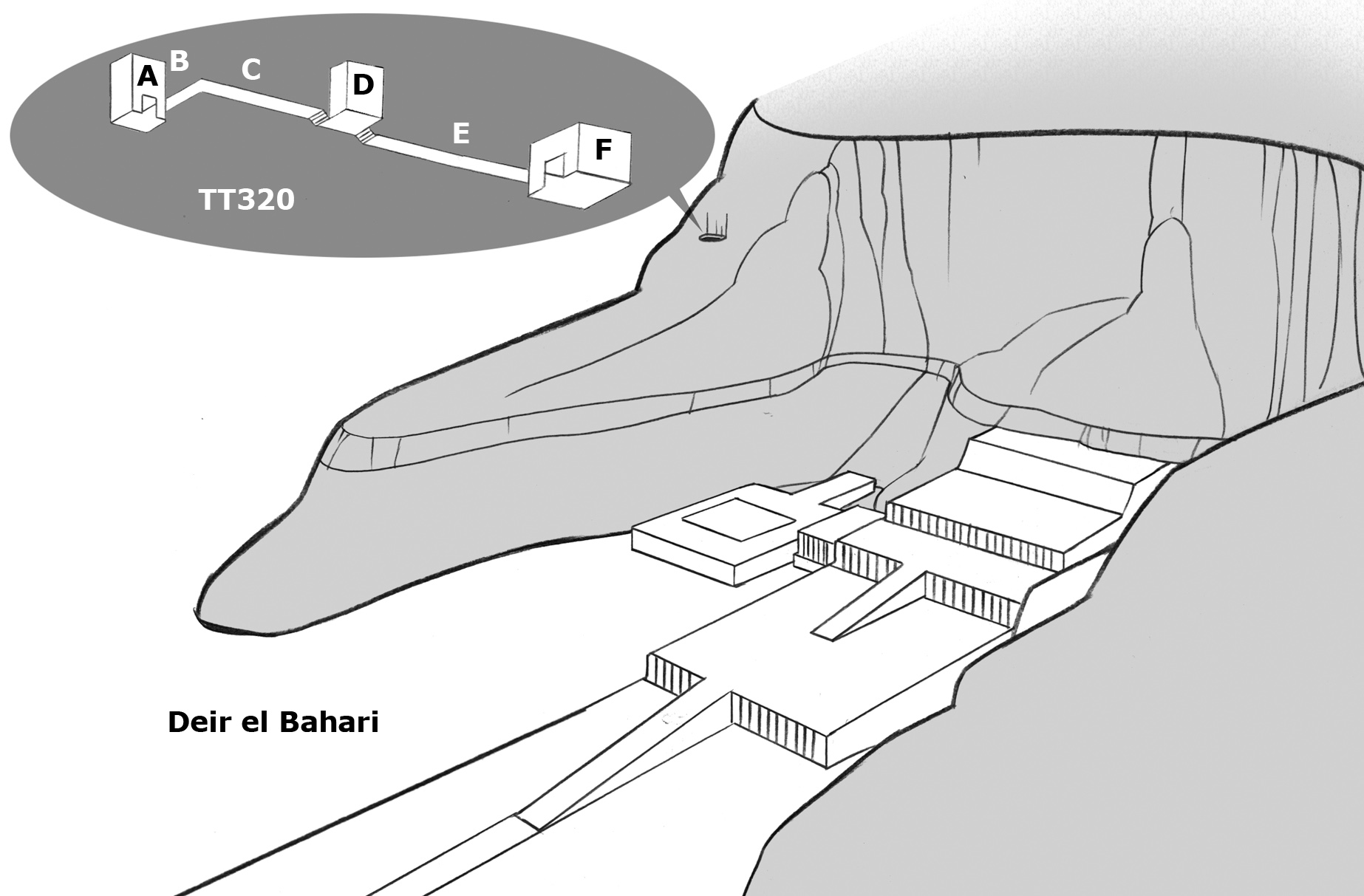
Localizzazione della TT320 nel panorama di Deir el-Bahari

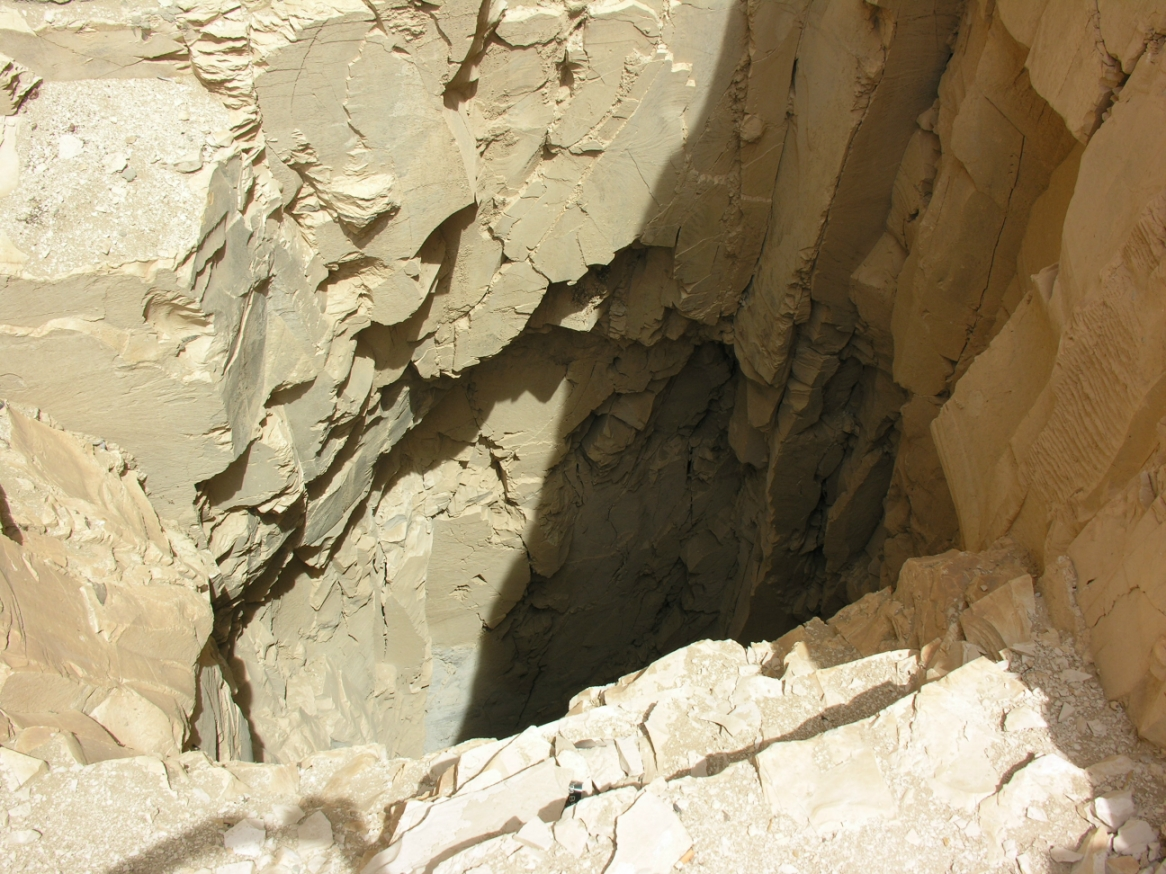
Il pozzo verticale di accesso alla TT320

TT320 (precedentemente indicata come DB320) (Theban Tomb 320 o Deir Bahari 320) è la sigla che identifica una delle Tombe dei Nobili ubicate nell'area della cosiddetta Necropoli Tebana, sulla sponda occidentale del Nilo dinanzi alla città di Luxor, in Egitto. Per via dei faraoni che vi furono traslati in segreto per nasconderli dai predoni che profanavano la Valle dei Re, questa tomba è anche conosciuta come Nascondiglio reale (Royal cache).
Destinata a sepolture di nobili e funzionari connessi alle case regnanti, specie del Nuovo Regno, l'area venne sfruttata, come necropoli, fin dall'Antico Regno e, successivamente, sino al periodo Saitico (con la XXVI dinastia) e Tolemaico. 

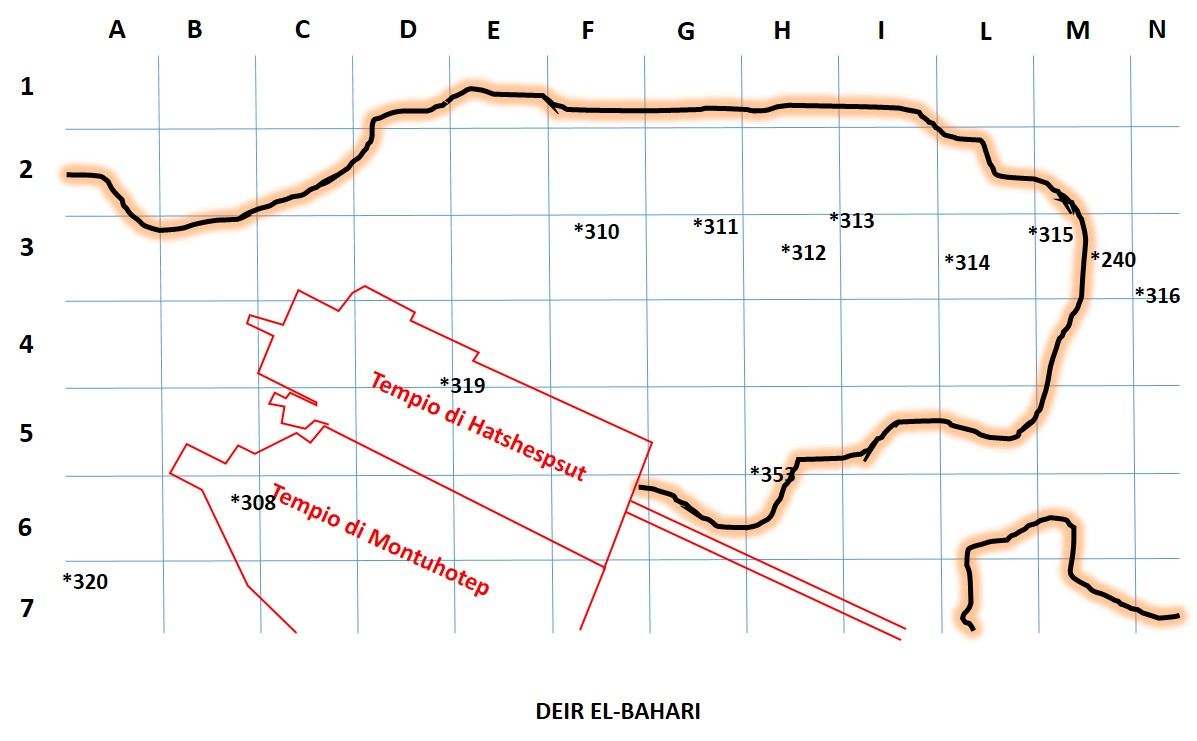
Planimetria schematica dell'area di Deir el-Bahari

## Titolare
TT320/DB320 era la tomba di:
| Titolare | Titolo                           | Necropoli      | Dinastia/Periodo                                          | Note                                                                                     |
| -------- | -------------------------------- | -------------- | --------------------------------------------------------- | ---------------------------------------------------------------------------------------- |
| Inhapi   | Regina, forse moglie di Ahmose I | Deir el-Bahari | Inizi XVIII dinastia, riuso come Cache reale XXI dinastia | Sepoltura singola riutilizzata, durante la XXI dinastia, quale ricovero per mummie reali |

## Biografia
Inhapi era, verosimilmente, sposa del re Ahmose I. Nessun'altra notizia biografica è ricavabile.

## La tomba
La TT320, precedentemente nota come DB320, è costituita da un pozzo verticale e da un appartamento sotterraneo. Si è a lungo ritenuto che la TT320 fosse la tomba della regina Inhapi e solo successivamente utilizzata come deposito per oltre cinquanta mummie reali di dinastie successive alla XVIII cui la regina apparteneva; il fatto che la sua mummia sia stata perciò rinvenuta molto vicina all'ingresso, come depostavi per ultima, ha fatto sorgere il dubbio che, in realtà, anche il corpo della regina sia stato qui nuovamente sepolto provenendo da altra tomba. È stato perciò ipotizzato che la sepoltura fosse originariamente stata prevista, durante la XXI dinastia, per il Primo profeta di Amon Pinedjem II, e per sua moglie Neskhons. La morte di Pinedjem risale al 969 a.C., periodo di turbolenze politico-sociali che comportarono la necessità di sottoporre le tombe reali a verifiche per constatarne l'integrità e salvaguardare, eventualmente, i corpi degli occupanti. Ne derivò l'opportunità di trasferire alcuni dei re in questa che divenne, perciò, una sorta di deposito, o nascondiglio, in cui trovarono posto oltre cinquanta mummie.
Venne originariamente scoperta, verosimilmente nel 1860, dalla famiglia Abd el-Rasul che ne depredò gli occupanti ponendo sul mercato clandestino molte delle suppellettili con cui erano stati sepolti. Proprio tale mercato attirò l'attenzione delle autorità locali che vi posero fine quando, nel 1881, la tomba venne nuovamente scoperta dall'archeologo Émile Brugsch, che ne individuò il pozzo verticale, nascosto sotto vari strati di pietrame. Nel 1938 la tomba venne nuovamente esplorata e dal 1988 è oggetto di lavori di restauro a cura di una squadra russo-tedesca diretta dall'egittologo Erhart Graefe. Gaston Maspero nei suoi appunti registra tre graffiti in ieratico, nel pozzo verticale (oggi distrutti), facenti riferimento alla sepoltura della principessa Eskhonsu nell'anno V, probabilmente di Siamon, e alla sepoltura di Pinedjem nell'anno X di Siamon. Altro graffito faceva riferimento alla regina Inhapi; Maspero riferisce di analogo graffito riferito alla regina nella camera funeraria. Venne inoltre repertato un sigillo in argilla recante il titolo di un prete sem del Ramesseum durante il regno di Siamon.

## Lista delle mummie rinvenute in TT320
| Dinastia | Nome                                                                       | Titolo                                                                     | Note. | Posizione (m/s) |
| -------- | -------------------------------------------------------------------------- | -------------------------------------------------------------------------- | --- | --- |
| XVII     | Tetisheri (?)                                                              | Grande Sposa Reale                                                         | Moglie del re Ahmose e madre di Seqenenra Tao e Ahmose Inhapi; mummia Museo del Cairo (cat. CG61056) | -/- |
| XVII     | Seqenenra Ta'o                                                             | Re                                                                         | mummia Museo del Cairo (cat. CG61051); sarcofago al Museo Egizio del Cairo (cat. 61001) | D/D |
| XVII     | Ahmose-Inhapi                                                              | Regina                                                                     | figlia di Ahmose e sorella del re Seqenenra Tao, di cui fu anche la moglie; mummia Museo del Cairo (cat. CG61053) | B/- |
| XVII     | Ahmose-Henutemipet                                                         | Principessa                                                                | figlia del re Seqenenra Tao e della regina Ahotep, sorella di Ahmose: mummia Museo del Cairo (cat. CG61062) | |
| XVII     | Ahmose-Henuttamehu                                                         | Principessa                                                                | figlia di Seqenenra Ta'o e Inhapi; mummia Museo del Cairo (cat. CG61061); sarcofago Museo del Cairo (cat. 61012) | */* |
| XVII     | Ahmose-Merytamon (DB320)                                                   | Regina                                                                     | figlia del re Ahmose e della Grande sposa reale Ahmose Nefertari, sposò il fratello Amenhotep I | */- |
| XVII     | Ahmose-Sipair                                                              | Principe                                                                   | figlio forse del re Seqenenra Tao e fratello di Ahmose (o forse figlio di quest'ultimo), morto all'età di 5-6 anni; mummia Museo del Cairo (cat. CG61064); sarcofago Museo del Cairo (cat. CG61007) | */* |
| XVII     | Ahmose-Sitkamose                                                           | Regina                                                                     | figlia forse del re Kamose e forse sposa del re Ahmose; mummia Museo del Cairo (cat. CG61063); sarcofago Museo del Cairo (cat. CG61011) | */* |
| XVIII    | Ahmose I                                                                   | Re, primo della XVIII dinastia                                             | mummia Museo del Cairo (cat. JE26210; CG61057); sarcofago al Museo del Cairo (cat. 61002) | D/D |
| XVIII    | Ahmose Nefertari                                                           | Grande Sposa Reale                                                         | moglie di Ahmose I, figlia di Ahotep I e Seqnenre-Taa II, con suo figlio, Amenhotep I, venne venerata a lungo come patrona dei costruttori di tombe a Deir el-Medina; mummia Museo del Cairo (cat. CG61055); sarcofago Museo del Cairo (cat. 61003); vasi canopi in alabastro presso Museo Cairo (cat. 26255/A-B-C-D) | D/D |
| XVIII    | Rai                                                                        | Dama di corte                                                              | balia della regina Ahmose-Nefertari; mummia Museo del Cairo (cat. CG61054); sarcofago, usurpato dalla regina Inhapi, al Museo del Cairo (cat. 61004); sarcofago Paheripedjet, usato per contenere Rai, Museo Egizio (cat. CG 61022) | */B |
| XVIII    | Siamun                                                                     | Principe                                                                   | figlio di Ahmose; sarcofago Museo del Cairo (cat. 61008) | D/D |
| XVIII    | Sitamun                                                                    | Principessa                                                                | probabilmente figlia di Ahmose I e Ahmose-Nefertari; mummia Museo Cairo (cat. CG61060); sarcofago Museo del Cairo (cat. 61009) | */* |
| XVIII    | Amenhotep I                                                                | Re                                                                         | sarcofago riusato per Dhutnufer, prete wab, con testi in ieratico del re Pinedjem II, e di suo figlio Meschert, anno VI e anno XVI di regno. Museo del Cairo (cat. 61005); mummia Museo del Cairo (cat. JE 26211 e CG 61058) | C/C |
| XVIII    | Thutmose I (?)                                                             | Re                                                                         | sarcofago usurpato da re Pinedjem II; mummia Museo del Cairo (cat. CG61065); sarcofaghi Museo del Cairo (cat. CG61025) | C/- |
| XVIII    | Bakt (?)                                                                   | Principessa                                                                | mummia Museo del Cairo (cat. CG 61076); forse identificabile con Baketaton, figlia di Amenhotep III e della Grande Sposa reale Tye | */* |
| XVIII    | Thutmose II                                                                | Re                                                                         | mummia Museo del Cairo (cat. CG61066); sarcofago Museo del Cairo (cat. 61013) | C/C |
| XVIII    | Thutmose III                                                               | Re                                                                         | mummia Museo del Cairo (cat. CG61068); sarcofago Museo del Cairo (cat. 61014); bende della mummia, con brani del Libro dei morti Museo del Cairo (cat. 40001) | D/D |
| XVIII    | sconosciuto "C"                                                            |                                                                            | forse Senenmut o Nebseni ; mummia Museo del Cairo (cat. CG 61067) | F/F |
| XIX      | Ramesse I (?)                                                              | Re                                                                         | frammenti del sarcofago, con testi in ieratico dell'anno XVI di Siamon attestanti lo spostamento del corpo, Museo del Cairo (cat. 61018) | -/C |
| XIX      | Seti I                                                                     | Re                                                                         | mummia Museo del Cairo (cat. CG6107);sarcofago, usurpato da precedente titolare della XVIII dinastia, con testi in ieratico di Herihor e anno XVI di Siamon attestanti lo spostamento del corpo, Museo del Cairo (cat. 61019) | B/B |
| XIX      | Ramesse II                                                                 | Re                                                                         | mummia Museo del Cairo (cat. CG61078); sarcofago usurpato a precedente titolare, verosimilmente Horemheb, con testi in ieratico di Herihor e anno XVI di Siamon attestanti lo spostamento del corpo, Museo del Cairo (cat. 61020); bende della mummia in collezione privata (collezione Clephan) | D/D |
| XX       | Ramesse III                                                                | Re                                                                         | sarcofago Museo del Cairo (cat. 61021); bende della mummia recanti Amon con testa di montone e testi in ieratico dell'anno XIII del re Pinedjem Museo del Cairo (cat. 26267); pettorale della mummia Museo del Cairo (cat. 52005-52006); pettorale in legno, con Ramses III in offertorio a Sokar al Metropolitan Museum of Art di New York (cat. 45.2.13) | D/D |
| XX       | Ramesse IX                                                                 | Re                                                                         | | B/- |
| XX       | Seniw                                                                      | Capo amministratore della Sposa Divina, Scriba                             | sarcofago Museo del Cairo (cat. 61010); | -/* |
| XXI      | Nodjmet                                                                    | Regina                                                                     | moglie di Herihor; mummia Museo del Cairo (cat.CG61087); due sarcofaghi Museo del Cairo (cat. 61024); vasi canopi Museo del Cairo (cat. 20.12.25.11 ?) | */* |
| XXI      | Pinedjem I                                                                 | Primo Profeta di Amon, Generale, figlio di Menkheperre                     | non è nota l'attuale posizione della mummia, forse presso il "Qasr el Einy Medical Facility" del Cairo?; due sarcofagi Museo del Cairo (cat. 61029); nome e titoli di Pinedjem da un sarcofago e da bende della mummia, probabilmente al Museo del Cairo (cat. 46872); due placche pettorali in pelle recanti il Re Amenemopet dinanzi ad Amon e il nome di Pinedjem, Primo profeta, figlio di Psussennes I, in collezione privata; quattro vasi canopici, nella collezione Briscoe Eyre; bende di Pinedjem rinvenute nel sarcofago di Neskhons | D/C |
| XXI      | Duathathor-Henuttaui                                                       | moglie di Pinedjem I                                                       | due sarcofaghi Museo del Cairo (cat. 61026); scatola da ushabti Museo del Cairo (cat. 26272) | B/B |
| XXI      | Maatkara Mutemhat                                                          | Divina Sposa di Amon                                                       | mummia Museo del Cairo (cat. CG61088); figlia di Psusennes I, moglie di re Pinedjem II; due sarcofaghi Museo del Cairo (cat. 61028); scatola per ushabti Museo del Cairo (cat. 26264); scatola per ushabti con il cartiglio di Mutemhat Museo del Cairo (cat. 26268) | F/F |
| XXI      | Masuharte                                                                  | Sacerdote di Amon                                                          | capo dei Profeti di Amon, figlio di Pinedjem I; due sarcofaghi Museo del Cairo (cat. 61027); bende della mummia Museo del Cairo (cat. 46878 e 46953) | |
| XXI      | Tauhert                                                                    | Responsabile dell'harem di Amon-Ra                                         | forse moglie di Masuharte; mummia Museo del Cairo (cat. CG61091); due sarcofaghi Museo del Cairo (cat. 61032) | F/F |
| XXI      | Pinedjem II                                                                | Primo Profeta di Amon e Re                                                 | mummia Museo del Cairo (cat. CG61094); sarcofago esterno e coperchio, usurpati a Thutmosi I, e sarcofago interno Museo del Cairo (cat. 61025); bende della mummia Museo del Cairo (cat. 46881 e 46914); sei scatole di ushabti Museo del Cairo (cat. 26253 e 46943) | F/F |
| XXI      | Esiemkhebi                                                                 | Responsabile dell'harem of Amon-Ra                                         | figlia (e/o forse moglie) di Pinedjem II; mummia Museo del Cairo (cat. CG61093); due sarcofaghi Museo del Cairo (cat. 61031); vaso canopico con decorazioni di antilopi e loti e cartiglio di Pinedjem II Museo del Cairo (cat. 26276); quattro vasi canopi in alabastro Museo del Cairo (cat. 26254). | F/F |
| XXI      | Neskhons, o Eskhonsu                                                       | Vice regina di Kush                                                        | moglie di Pinedjem I, Primo Profeta di Amon; - mummia Museo del Cairo (cat. CG61095); - sarcofago usurpato da Esiemkhebi, figlia di Menkheperre, Museo del Cairo (cat. 61030); - frammenti in cartonnage presso il Museum Vleeshuis di Anversa, collezione Allemant (cat. 79.1.465); - bende della mummia, recanti anno V di Eskhonsu, Museo del Cairo (cat. 26266); - vasi canopici al British Museum, collezioni McCallum e Dillwyn Parrish (cat. 59197-200); - settanta calici in faience blu distribuiti tra vari musei: tre al Museo del Cairo; tre al Metropolitan Museum of Art; due al British Museum; due al Museo di Boston; uno al Museo di Alessandria; uno alMuseo di Manchester; uno al Museo Puškin di Mosca; uno al Museo di Varsavia; uno Museo di Cracovia; quattro presso l'Eton College; altri presso il Louvre e altri ancora in collezioni private, musei minori e presso case d'asta; - tre tavolette con testi di decreti di Amon in ieratico: al Museo del Cairo (cat. 46891); al Louvre (cat. 6858); al British Museum (cat. 16672); - scatola per ushabty (usurpata da Esiemkhebi) Museo del Cairo (cat. 26275); - tripode in bronzo con quattro vasi da libagioni in bronzo Museo del Cairo (cat. 26265); - tre vasi da libagioni in bronzo: Museo nazionale danese di Copenaghen (cat. 6619); British Museum Londra (cat. 25566); Museo Puškin delle belle arti, collezione Golenishchev (cat. 5937) | F/F |
| XXI      | Djedptahiufankh                                                            | Quarto Profeta di Amon, figlio del re Ramses                               | mummia Museo del Cairo (cat. CG 61097); due sarcofaghi Museo del Cairo (quello esterno usurpato da Esshuenopet, Padre Divino di Amon, quello più interno da una donna sconosciuta) (cat. 61034); tre scatole da ushabti, una presso il Museo del Cairo (cat. 46886) | F/F |
| XXI      | Estanebasher, o Nestanebtishru                                             | Spirito eccellente di Ra, figlia di Pinedjem II, Primo Profeta, e Neskhons | moglie di Djedptahiufankh; mummia Museo del Cairo (cat. CG61096); due sarcofaghi Museo del Cairo (cat. 61033); quattro vasi canopici Museo del Cairo (cat. 26256); due scatole da ushabti Museo del Cairo (cat. 46887 e 46892); tripodi in bronzo e quattro vasi Museo del Cairo (cat. 46889-90); vaso in bronzo per libagioni British Museum (cat. 25567) | F/F |
| XXI      | Masaharta                                                                  | Primo Profeta di Amon, figlio di Pinedjem I                                | mummia Museo della mummificazione di Luxor | F/F |
| ?        | sconosciuto "E"                                                            |                                                                            | mummia Museo del Cairo (cat. CG61098); Bob Brier, riprendendo l'ipotesi di Maspero, ritiene possa trattarsi di Pentawer, figlio di Ramesse III coinvolto nella congiura di Palazzo | |
| ?        | 8 altre mummie non identificate; resti del corredo funerario di Hatshepsut |                                                                            | Possibili identificazioni: - Merymose XVIII dinastia; - Nebseni, padre di Tentamun forse moglie di Ramesses XI; - Paheripedjet XX dinastia; - Siese dinastia non nota; - Sutymose dinastia non nota; - Wepmose dinastia non nota; - Wepwawetmose (o Upuaut-mose) dinastia non nota; | per i resti del corredo funerario di Hatshepsut: una scatola in legno (Museo del Cairo cat. 26250) venne riutilizzata come contenitore dei vasi canopici della Divina Sposa di Amon Maatkhara Mutemhat |
| XXI      | Pedeamon                                                                   | ?                                                                          | sarcofago Museo del Cairo (cat. 6111) | -/* |
| XVII     | Ahhotep I o Ahhotep II                                                     | Regina                                                                     | (Ahhotep I) Grande Sposa reale del re Seqenenra e madre di Ahmose; sarcofago Museo del Cairo (cat. 61006) | D/B |

Nella TT320 vennero inoltre repertate ulteriori suppellettili:
- scatola in legno e avorio intestata a Ramses IX (Museo del Cairo cat. 26271);
- sarcofago del principe Ahmose Sipair (Museo del Cairo cat. 61007);
- sarcofago di Paheripezet, Servo del Luogo della Verità, XX dinastia (Museo del Cairo cat. 61022);
- sarcofago usurpato da Henutempet  (Museo del Cairo cat. 61017);
- bende della mummia della regina Tetishery;
- scatola e modello di sarcofago di Sutimose  (Museo del Cairo cat. non nota);
- vasi canopici di Wepmose, Scriba reale; Wepwawetmose, militare; Siesi, Scriba reale; Merymose, Vicere di Kush.

### Annotazioni
1. ↑  La prima numerazione delle tombe, dalla numero 1 alla 253, risale al 1913 con l'edizione del Topographical Catalogue of the Private Tombs of Thebes di Alan Gardiner e Arthur Weigall. Le tombe erano numerate in ordine di scoperta e non geografico; ugualmente in ordine cronologico di scoperta sono le tombe dalla 253 in poi.
2. ↑  I campi della Duat, ovvero l'aldilà egizio, si trovavano, secondo le credenze, proprio sulla riva occidentale del grande fiume.
3. ↑  Nella sua epoca di utilizzo, l'area era nota come "Quella di fronte al suo Signore" (con riferimento alla riva orientale, dove si trovavano le strutture dei palazzi di residenza dei re e i templi dei principali dèi) o, più semplicemente, "Occidente di Tebe".
4. ↑  La planimetria non è in scala ed ha valore esclusivamente di visione d'insieme; l'ubicazione delle singole tombe non è topograficamente esatta, ma vuole visualizzare la concentrazione delle sepolture, nonché il "disordine" con cui le stesse sono state classificate.
5. ↑  Le Tombe dei Nobili, benché raggruppate in un'unica area, sono di fatto distribuite su più necropoli distinte.
6. ↑  Le note, sovente di inquadramento topografico della tomba, sono tratte, fino alla TT252, dal Topographical Catalogue di Gardiner e Weigall, ed. 1913 e fanno perciò riferimento alla situazione dell'epoca.
7. ↑  Il "sem" era il prete, o l'erede, cui competeva la cerimonia di apertura della bocca per consentire al defunto di vivere pienamente della Duat.
8. ↑  Le lettere (da A a F) indicano il locale in cui la mummia (m), e/o il sarcofago (s) erano posizionati (con riferimento alla planimetria sopra riportata). Il simbolo "*" indica, invece, che il posizionamento in TT320 non è noto; il simbolo "-" indica che esiste traccia nella TT320, ma non è stata trovata la mummia e/o il sarcofago, o esiste indecisione sull'identificazione.
9. ↑  Gaston Maspero esaminò questa mummia nel 1886 e la indicò, nei suoi appunti, come quella di Ramses I. Nel 1909, quando l'anatomopatologo Grafton Elliot Smith sbendò nuovamente il corpo si accorse che si trattava di una donna (o Maspero non aveva individuato il sesso del corpo, o tra il 1886 e il 1909 le mummie erano state scambiate o confuse tra loro) e le assegnò il nome di "donna sconosciuta B". Solo successivamente, da alcune iscrizioni sulle bende, si assegnò il nome della regina Tetisheri non da tutti tuttavia, in ambito accademico, accettato. Si trattava di una donna quasi calva i cui radi capelli bianchi erano stati intrecciati con capelli di una parrucca.
10. ↑  Gaston Maspero sbendò parzialmente la mummia il 9 giugno 1886; in tale occasione vennero rilevate lesioni che Maspero indicò come causate da colpi subiti durante un combattimento. L'anatomopatologo Smith, che proseguì nello sbendaggio il 1º settembre 1906, ritenne che le lesioni, vicine alle orecchie, fossero state causate da un pugnale o da una spada; una guancia e il naso erano stati distrutti verosimilmente da una mazza e lo schiacciamento della fronte e sopra l'occhio destro erano compatibili con un colpo di ascia. Considerando il periodo storico, coincidente con la cacciata degli Hyksos, le ferite potevano essere giustificate con la partecipazione ad una battaglia. Recentemente, tuttavia, esami condotti dagli egittologi Salima Ikram e Aidan Dodson portano a ritenere che la ferita dietro l'orecchio del re aveva iniziato a guarire prima della morte; si è perciò ipotizzato che Seqnenre-Ta'o possa averla ricevuta effettivamente, in tempo antecedente alle altre, nel corso di una battaglia, ma che sia stato poi assassinato durante la convalescenza. Anche tale ipotesi viene considerata compatibile data la possibile presenza di partigiani Hyksos a Palazzo o in caso di colpo di stato. Durante le operazioni di sbendaggio di Smith, questi segnalò che la mummia presentava la pelle ancora elastica in alcuni punti ed emanava un buon profumo dovuto a segatura di legno aromatico di cui la mummia era cosparsa.
11. ↑  Gaston Maspero sbendò la mummia il 20 giugno 1886; successivamente venne esaminata dall'anatomopatologo Smith che indicò come il corpo si presentasse "morbido, umido e duro, come pelle oliata". Anche in questo caso, come per Seqenenra, la mummia emanava ancora un buon profumo dovuto alla segatura di legno aromatico di cui era stata cosparsa. Il corpo era contenuto nel sarcofago della "dama" Rai, balia di Ahmose Nefertari, pure sepolte nella TT320. Risulta da iscrizioni che la sepoltura di Inhapi era in un "luogo alto" il che confermò che si trattasse proprio della TT320; altri, tra cui l'egittologo Nicholas Reeves, indicano invece, come tomba originale, prima del trasporto in TT320, la WN "A" di Deir el-Bahari; a conferma di una successiva risepoltura la posizione in cui venne rinvenuta la mummia di Inhapi che fu infatti, la prima ad essere rinvenuta nella cache ovvero l'ultima ad esservi sepolta.
12. ↑  L'anatomopatologo Smith esaminò la mummia nel 1909 rilevando molti danni post-mortem: le braccia erano infatti staccate e gravi danni, specie al torace, erano stati causati dai ladri che avevano forato le bende in corrispondenza del cuore per estrarne gioielli come lo scarabeo detto, appunto, del cuore. Il volto era stato dipinto di ocra e il capo era ricoperto da una parrucca,mentre una seconda parrucca era deposta disordinatamente sul lato sinistro del viso. Il sarcofago che conteneva la mummia era di riuso e risaliva alla XVIII dinastia; era stato dipinto di nero così coprendo irrimediabilmente, con il nome di Henutemipet, il nome del titolare originario.
13. ↑  Sbendata da Gaston Maspero nel 1882, subì molti danni durante il trasporto da Luxor al Cairo; l'anatomopatologo Smith constatò che la mummia, inoltre, era stata già precedentemente danneggiata dai ladri che avevano pesantemente tagliato le bende, fortemente impregnate di resina indurita, alla ricerca di gioielli e monili. Praticamente calva per l'età molto avanzata, i pochi capelli rimasti, tinti di rosso con hennè, erano stati intrecciati a quelli di una parrucca. Sulle bende brani del Libro dei morti.
14. ↑  È difficile interpretare se, facendo riferimento alla mummia di Merytamon, si parli di questa o di altra, con il medesimo nome, rinvenuta nel 1929 in DB358. Secondo gli appunti di Gaston Maspero, egli sbendò la mummia il 30 giugno 1886 datandola al Medio Regno, ma quella oggi etichettata come Ahmose Merytamon appare, per imbalsamazione e bende, della XVIII dinastia. Per tale motivo si è soliti distinguere le due Merytamon aggiungendo la possibile provenienza: DB320 o DB358.
15. ↑  La mummia fu sbendata dall'anatomopatologo Smith il 9 settembre 1905 trovando solo poche ossa e tracce di pelle. Smith riferì che era presente la serie completa dei denti decidui e indicò l'età della morte in cinque o sei anni.
16. ↑  Gaston Maspero sbendò la mummia il 19 giugno 1886 rinvenendo una ghirlanda di fiori che ricopriva il volto coperto, a sua volta, da un lino iscritto; un secondo lino, recante la data di ribendaggio (anno VII di Psusennes I) ricopriva ancora il viso. Aveva circa trent'anni al momento della morte e l'anatomopatologo Smith la descrisse come "una donna grande, potente, quasi mascolina". Il sarcofago in cui era contenuta la mummia di Sitkamose era di riuso, della XXI dinastia e intestato ad un uomo di nome Pediamun forse identificabile nell'omonimo "Dio padre di Amon" e "Capo dei segreti", o forse, più probabilmente, in Pediamun "Capo Operaio" del Luogo della Verità, ovvero del Villaggio di Deir el-Medina.
17. ↑  Il corpo era contenuto in quella che era probabilmente la bara più interna della serie; risultava di colore giallo che originariamente, con molta probabilità, era a imitazione dell'oro.
18. ↑  La mummia era quella di una persona molto anziana, quasi calva, con il capo coperto da parrucca in capelli umani e alcune ciocche dei capelli originali annodate a capelli posticci, All'atto del ritrovamento le braccia e le mani mancavano (verosimilmente asportate dai ladri per sottrarre con maggior comodo anelli e bracciali). Il sarcofago in cui venne rinvenuta, particolarmente alto, era stata privata della laminatura in oro che era stata sostituita, in fase di restauro, da tintura gialla. È noto, da iscrizioni, che la bara fu oggetto di ispezione nell'anno XVI di Ramses IX e negli anni VI e XVI di Smendes. Il trasferimento in TT320 avvenne, verosimilmente, dopo l'anno XI di Sheshonq I.
19. ↑  La mummia venne sbendata dall'anatomopatologo Smith il 26 giugno 1909 che la definì: "l'esempio più perfetto di imbalsamazione che ci è giunta dai tempi della prima Dinastia al XVIII secolo, o forse anche di qualsiasi periodo" e la descrisse come una "donna snella e ben fatta", che misurava 1,51 m di altezza, con piccole mani "infantili". Il cuoio capelluto presentava ancora gran parte dei capelli il che fece propendere per una morte in età relativamente giovane. Di particolare interesse la capigliatura che vedeva i capelli racconti in trecce, a loro volta intrecciate, ai lati del volto. IL sarcofago che conteneva la dama Rai risaliva alla XIX o XX dinastia ed era originariamente appartenuto a un "servitore nel Luogo della Verità" di nome Paheripedjet (si ipotizza che sia una delle mummie sconosciute trovate pure nella TT320). Il sarcofago di Rai, invece, venne riutilizzato per la sepoltura della regina Inhapi.
20. ↑  La mummia di Sitamun, all'atto delle verifiche, risultò essere costituita solo da un teschio e da poche ossa, il tutto contenuto in una stuoia di canna sagomata come corpo umano recante l'iscrizione "la figlia del re, Sitamun". Si trattava verosimilmente di una bimba molto piccola: le povere condizioni sono state ipotizzate come derivanti da morte dovuta ad attacco di un animale selvatico, oppure come restauro del corpo dopo incursione di ladri che avevano pesantemente danneggiato il corpo per sottrarne gioielli e amuleti.
21. ↑  La mummia, sottoposta a radiografie negli anni '60 del '900, presenta la frattura post-mortem di entrambe le braccia che furono tuttavia ricomposte, verosimilmente in fase di rifasciatura. Il corpo del re, originariamente sepolto verosimilmente nella KV39, venne più volte spostato, come attestato da iscrizioni facenti riferimento ad Amenhotep I presenti sul sarcofago (che tuttavia non è pertinente al corpo contenuto): prima dell'anno X di Siamon, dalla KV39 (?) alla WN"A" (?), forse a sua volta tomba di Inhapi; non prima dell'anno XI di Sheshonq I, dalla WN"A" alla TT320.
22. ↑  I preti "wab", ma anche "uab", o "uebu", appartenevano al basso clero ed erano incaricati della manutenzione degli strumenti del culto e degli oggetti comunque ad esso connessi. A loro competeva il lavacro e l'abbigliamento giornaliero della statua del dio presso cui operavano e a loro competeva il trasporto della statua del dio (generalmente su una barca sacra) durante le cerimonie. Erano gerarchicamente sottoposti ad un "grande prete wab" cui competevano le operazioni giornaliere di culto della divinità.
23. ↑  La mummia venne rinvenuta nei sarcofagi originariamente realizzati per Thutmosi I (per dimensioni è stato rilevato che si adatta esattamente nel sarcofago della KV38) e Thutmosi III, tuttavia queste erano state decorate e riscritte per Pinedjem I. Gaston Maspero assegnò la mummia a Thutmosi I per la "sorprendente somiglianza" del volto con quelli di Thutmosi II e Thutmosi III; studi più recenti, tra gli altri di Salima Ikram e Aidan Dodson, tendono tuttavia a indicare il corpo come appartenente a Ahmose-Sipairi, molto probabilmente padre di Thutmosi I. Difficile appare anche individuare la sepoltura originale di Thutmosi I giacché tracce di questo re compaiono sia nella menzionata KV38 che nella KV20 di Hatshepsut.
24. ↑  Doveva trattarsi di una donna di circa 21 anni; Gaston Maspero la identificò, originariamente, per Meshenuttimehu; successivamente, per una labile iscrizione sulla bara, venne indicata come Bakt di cui non si ha alcuna reminiscenza archeo-storica; è stato azzardato che possa trattarsi di Baketamon/Baketaton, figlia di Amenhotep III e Tye, ma non esiste alcuna evidenza che giustifichi tale identificazione.
25. ↑  Maspero sbendò la mummia il 1º luglio 1886; nel 1906 l'anatomopatologo Smith la riesaminò nel 1906 rilevando i molti danni causati dai ladri: gamba destra recisa dal corpo; parete addominale sfondata; costole gravemente danneggiate; braccio destro reciso appena sotto il gomito; braccio sinistro rotto alla spalla; collo e viso tagliati in diversi punti con una lama. Al contrario di Maspero, che aveva assegnato un'età di circa 30 anni, Smith ritenne, dalla rugosità delle pelle, dallo stato della capigliatura e dallo stato della dentatura, che il re avesse più di 30 anni al momento della morte. Il telo che ricopriva il corpo recava un'iscrizione della XXI dinastia compatibile con l'anno VI di Smendes o Pinedjem I. Il sarcofago che ospitava il corpo di Thutmosi II apparteneva originariamente ad un uomo non identificato.
26. ↑  All'ingresso della TT320 venne per prima rinvenuta la mummia di Inhapi, e per tale motivo la tomba venne a lei originariamente assegnata; la successiva fu quella di un uomo morto in tarda età che presenta tratti somatici ritenuti stranieri; ad avvalorare tale ipotesi l'altezza di 1,74 m circa oltre la media degli autoctoni. L'impossibilità di assegnargli un nome (forse Nebseni, come da iscrizione rilevata da Maspero, o Senmut) la fece indicare come "sconosciuto "C". La posizione del ritrovamento, inoltre, lascia intendere che, con quella di Inhapi, fu forse tra le ultime ad essere immessa nella TT320.
27. ↑  La mummia venne acquistata da James Douglas nel 1860 al Cairo e rivenduta, nel 1861, al Colonnello Sidney Barnett, figlio del fondatore del Museo delle Cascate del Niagara. La mummia venne presentata al Museo nel 1861 come una delle mogli di Akhenaton, azzardando il nome di Nefertiti. Appurato che si trattava di una mummia di sesso maschile, dell'età apparente di 35-45 anni, alto 1,60 m, solo nel 1985 esami radiologici più approfonditi e confronti con analoghe radiografie delle mummie di Sethy I e Ramses II individuarono valide somiglianze. La mummia venne nuovamente venduta al "Michael C. Carlos Museum" della Emory University e nel 1999 sottoposta a Tomografia computerizzata ed esami di Datazione radiometrica con il metodo del carbonio 14 deducendo che il corpo e l'imbalsamazione erano coerenti con il periodo di vigenza della XIX dinastia. Ne conseguì che l'Egitto, accettata la identificazione, richiese la restituzione del corpo, cosa che avvenne nel 2003; dall'anno seguente, 2004, la mummia è esposta, etichettata come "Ramses I", al Museo di Luxor. Permangono tuttavia incertezze e alcuni esperti di mummie, tra cui Bob Brier, hanno messo in dubbio l'identificazione ipotizzando che potrebbe trattarsi del faraone Horemheb, ultimo re della XVIII dinastia, o Ramses VII.
28. ↑  Originariamente sepolto nella KV17, il corpo di Sethy I venne spostato utilizzando una delle sue bare originali anche se non è dato di sapere quale. Questa doveva originariamente essere rivestita in oro poiché presenta la superficie grattata per asportare il metallo prezioso (da parte dei ladri o dei restauratori che usavano asportare il metallo prezioso per proteggere il defunto da ulteriori scempi); gli antichi restauratori egizi dipinsero la bara di bianco con rifiniture in nero. La sepoltura originale, e la mummia, furono sottoposte a più restauri di cui il secondo nell'anno X di Smendes I, il terzo nell'anno XV dello stesso re (quando la KV17 accolse anche il corpo di Ramses II) e un quarto nell'anno VII di Psusennes I. Nell'anno XI di Sheshonq I la mummia di Sethy I venne trasferita in TT320, verosimilmente in occasione dei funerali di Djedptahiufankh, Secondo o Terzo Profeta di Amon, forse uno dei suoi nipoti.
29. ↑  La mummia di Ramses II venne rinvenuta, molto probabilmente, in uno dei locali laterali di TT320; venne sbendata pubblicamente il 1 giugno 1886 da Gaston Maspero. Si ritiene che il corpo del re fosse ospitato nel suo secondo sarcofago completamente grattato della ricopertura verosimilmente in oro. Originariamente sepolto in KV7, Rasmes II venne prima trasferito in KV17 del padre Sethy I nell'anno XV di Smendes I; si ipotizza (a causa del ritrovamento di un frammento di ceramica recante il suo nome) una sepoltura provvisoria, per provvedere al restauro delle bende, anche nella KV4 di Ramses XI, prima di essere spostato nella TT320 nell'anno XI di Sheshonq I, verosimilmente in occasione dei funerali di Djedptahiufankh, Secondo o Terzo Profeta di Amon, forse uno dei suoi figli.
30. ↑  Maspero sbendò, in parte, la mummia di Nodjmet nel giugno 1886; l'operazione venne conclusa nel 1906 dall'anatomopatologo Smith che la indicò come di particolare interesse perché forniva uno dei primi esempi di nuove tecniche di mummificazione probabilmente ispirate da ispezioni su mummie precedenti. Per donare alla mummia un aspetto più realistico, gli imbalsamatori applicarono imbottiture in cera direttamente sulla superficie della pelle; per riempire le guance la bocca venne riempita di segatura, mentre il naso venne rimodellato riempiendolo di resina. Le sopracciglia artificiali, fatte di capelli, erano attaccate alle arcate con una sostanza adesiva, e il capo era ricoperto da una parrucca che nascondeva i pochi originali capelli grigi. Per dare consistenza ai bulbi oculari, questi vennero sostituiti con pietre semi preziose.
31. ↑  Il tentativo da parte degli Abd el-Rasul, nel 1881, di vendere a Charles E. Wilbour, collaboratore di Gaston Maspero, alcune fasce in oro che stringevano le bende, consentì di scoprire il rifugio sotterraneo costituito dalla TT320. Pinedjem giaceva nella bara che originariamente era stata preparata per Ahotep I, madre di Ahmose I, fondatore della XVIII dinastia.
32. ↑  L'anatomopatologo Smith, che esaminò la mummia nel 1909, descrisse il viso ricoperto di ocra gialla a imitazione del colore della pelle usato dagli artisti raffigurando donne aristocratiche nei dipinti murali; il collo, onde ripristinarne il normale tono, era stato riempito di sostanza grassa (forse burro) mescolata a soda. I due sarcofagi che ne contenevano il corpo erano originali e il lino usato per avvolgere il corpo era di qualità superiore. Ai pollici la mummia recava tre anelli d'oro e uno d'argento; ai raggi X, inoltre, la mummia presenta una piastra d'oro a coprire l'incisione attraverso la quale, durante l'imbalsamazione, venivano estratti i visceri. Parte delle laminature d'oro dei sarcofagi erano state asportate, così come, verosimilmente, alcuni gioielli e monili in alcune zone delle bende strappate e un simbolo (verosimilmente un ureo) era stato asportato dalla fronte de sarcofago più esterno. L'anatomopatologo notò, inoltre, che i seni erano particolarmente gonfi; questo unito al ritrovamento di una piccola mummia che si riteneva contenere un feto, fece propendere per la morte di parto. Erroneamente Maspero indicò il nome del piccolo come Mutemhat e solo successivamente si scoprì che tale era il nome della defunta; è tuttavia singolare che la piccola mummia, che si riteneva contenere un feto umano, contenesse in realtà un babbuino la cui presenza, nel contesto funerario, appare quanto meno singolare a meno di non voler supporre che, data la difficoltà a procedere all'imbalsamazione di un feto appena nato, non lo si fosse sostituito con l'animale all'insaputa dei committenti.
33. ↑  Gaston Maspero sbendò la mummia il 29 giugno 1886; nel 1906 l'anatomopatologo Smith verificò che, per evitare lo schiacciamento del naso, questo era stato protetto lateralmente con dischi di cera e che gli occhi erano stati sostituiti da globi in pietra dura.
34. ↑  Rinvenuta praticamente intatta, venne sbendata da Maspero il 28 giugno 1886. Il corpo era contenuto in tre sarcofagi intatti e le bende erano decorate con testi e tra le bende erano ancora conservati molti degli amuleti e gioielli, compresi alcuni bracciali.
35. ↑  A causa del suo perfetto stato di conservazione, la mummia di Esiemkhebi non è mai stata sbendata. Maspero tuttavia ritenne che la mummia era stata saccheggiata in passato a causa di uno scarabeo del cuore esistente sul mercato erroneamente attribuito alla defunta. Recenti esami ai raggi X hanno consentito di appurare che alcuni monili e gioielli sono ancora in situ e che Esiemkhebi soffriva di numerose carie dentali e di artrite alle ginocchia. La mummia venne rinvenuta nei suoi due sarcofagi originali: a quello interno erano state asportate le dorature. L'elevato numero di reperti a lei ascrivibili e le doppie bare hanno fatto ipotizzare che TT320 sia stata la sepoltura originaria di Esiemkhebi e che i materiali siano stati asportati in occasione dei funerali di Pinendjem II.
36. ↑  Parzialmente sbendata da Gaston Maspero il 27 giugno 1886, venne completamente sbendata nel 1906 dall'anatomopatologo Grafton Elliot Smith che, a causa del gonfiore ventrale ritenne fosse incinta al momento della morte. Alcuni fiori erano stati avvolti alle dita dei piedi mentre un altro, dal lungo gambo, era stato deposto sul piede sinistro e un altro ancora avvolto attorno alla stessa caviglia. Un sudario ricopriva il corpo, ma era stato tagliato dagli Abd el-Rasul per asportare lo scarabeo del cuore (oggi al British Museum cat. EA25584). Non furono trovati gioielli o monili sul corpo, ma altre suppellettili si trovavano nella TT320 e sono, oggi, distribuiti presso musei del mondo. Il sarcofago che conteneva il corpo, verosimilmente quello più esterno, era stato originariamente realizzato per una donna di nome Isiemkheb mentre un altro sarcofago, più interno, pure di Neskhons, conteneva il corpo di Ramses IX.
37. ↑  La mummia era quasi intatta e venne sbendata parzialmente da Maspero il 29 giugno 1886: due figure di serpenti (Maspero non specifica di quali materiali) erano avvolte al collo e un fiore di loto era tra le pieghe delle bende; lo scarabeo del cuore era al suo posto e un falco d'argento spiegava le ali a protezione del torace. Nel 1906 l'anatomopatologo Smith rimosse le bende rimanenti rinvenendo numerosi amuleti e oggetti di gioielleria tra cui anelli in oro alle dita delle mani e dei piedi; sulle braccia amuleti in corniola tra cui un ureo e la testa di un serpente.
38. ↑  Maspero sbendò la mummia il 30 giugno 1886; l'anatomopatologo Smith la definì "uno dei migliori esemplari dell'arte degli imbalsamatori durante la XXI dinastia". Il corpo di Nestanebtishru era stato colorato di giallo ocra a imitazione della colorazione gialla data alle donne nei dipinti murali. Il corpo era contenuto in due sarcofagi originali benché malridotti verosimilmente a causa delle resine di cui erano abbondantemente ricoperti. Date le condizioni del corpo, la presenza di entrambi i sarcofagi originali e le suppellettili funebri rinvenute, si ritiene che, come per Esiemkhebi, TT320 sia stata la sepoltura originaria.
39. ↑  Gaston Maspero sbendò la mummia di Masaharta nel giugno 1886. Il corpo appariva stranamente goffo e tondo a causa dei materiali di riempimento, specie segatura, resina e strisce di lino, che erano stati inseriti sotto pelle; Elliot Smith, anatomopatologo, lo descrive con "aspetto grottesco, simile ad un orango)". Il viso era dipinto con ocra rossa, dello stesso colore usato per le rappresentazioni di uomini nei dipinti murali. Masaharta, divenuto Primo Profeta di Amon nell'anno XVI di Smendes I, era il figlio maggiore di Pinidjem I, ma premorì al padre.
40. ↑  Gaston Maspero sbendò la mummia di sconosciuto "E", ritenuta singolare, il 6 giugno 1886, al Cairo, in presenza del Dr. Fouquet e del farmacista Mathey. Nel 1999 la mummia venne esaminata dall'egittologo Dylan Bickerstaffe, questi confermò che il corpo era avvolto in una pelle di pecora che presentava ancora il vello, alimentando molti degli interrogativi già sorti in occasione della prima ispezione e derivanti dalla descrizione di Erodoto, che aveva indicato come gli antichi egizi considerassero impuri gli indumenti di lana. Tale circostanza, secondo Bickerstaffe, era peraltro confermata dal Racconto di Sinuhe secondo cui la sepoltura in una pelle di pecora era esecranda. Non esiste, inoltre, nessun'altra sepoltura egizia in cui esista un identico metodo di imbalsamazione. Sotto la pelle di pecora le bende (datate da Maspero alla XVIII dinastia per il sistema di posizionamento) erano cosparse di natron che aveva assorbito il grasso corporeo emettendo un forte odore di putridume. Le bende di lino erano impregnate di sostanza adesiva (forse resina) ed erano state legate attorno a polsi e gambe così strettamente da lasciare solchi visibili sulla pelle; sotto tale strato di bende il corpo era stato ricoperto con un composto di natron, resina e calce. Il corpo apparteneva a un uomo di circa 25 anni; il volto appariva contorto e i visceri erano ancora in situ. Molte ipotesi sono state avanzate su "sconosciuto E": data una lacerazione al perineo, si pensò fosse morto per impalamento, ma l'esame degli organi interni, integri, escluse tale circostanza e portò a ritenere si trattasse di lesioni post mortem; considerato il volto contorto, e la contrazione dei muscoli addominali, si pensò quindi a un avvelenamento il che sarebbe stato avvalorato dal fatto che "sconosciuto E" aveva poco o nulla nello stomaco (ancora in situ), condizione compatibile con il vomito che potrebbe essere stato causato dall'agente venefico; Maspero giunse alla conclusione che il corpo poteva essere quello di Pentawer, nobile di corte, coinvolto nel complotto per assassinare Ramses III e che questi era stato sepolto vivo. Considerazioni più moderne, anche di Bickerstaffe, ipotizzano invece che "sconosciuto E", che recava ancora alle orecchie orecchini d'oro di gran valore,  indossava biancheria di lino di gran pregio ed era chiuso in un sarcofago di cedro particolarmente raro in Egitto e, quindi, molto costoso, fosse un uomo di alto rango, forse un Governatore, che viveva in avamposti egizi nell'area palestinese verosimilmente durante la XVIII dinastia. Morto per cause naturali, il suo corpo non venne immediatamente ritrovato e assunse perciò atteggiamenti contorti che costrinsero a stringere bene le bende per fargli assumere una posa più naturale. Gli imbalsamatori provinciali, e stranieri, fecero del loro meglio per preservarlo in "modo egiziano", ma si appoggiarono su procedure di imbalsamazione locale. "Sconosciuto E" fu perciò trattato da imbalsamatori stranieri con natron e calce viva, avvolto strettamente per raddrizzare le membra in una posizione accettabile, e dotato di un sudario di pelle di pecora che potrebbe in realtà essere stato un segno d'onore nelle loro usanze funerarie. Conferma indiretta derivò, peraltro, dall'ispezione che della mummia eseguì, nel 1912, l'anatomopatologo Smith che sottolineò come l'espressione facciale, come di persona che urla, era presente anche in altre mummie citando, ad esempio, quelle di Inhapi o Merutamon.
41. ↑  Si è a lungo creduto che Ahhotep I e II fossero la stessa persona e che si trattasse della sposa di Amenhotep I; si tende oggi a identificare l'occupante di TT320 nella I, sposa verosimilmente di Seqenenra Ta'o e madre, e reggente, del re Ahmose. Ahhotep II, la cui sepoltura si trova a Dra Abu el-Naga sarebbe stata, invece, la regina di Kamose.

### Fonti
1. ↑  Gardiner e Weigall 1913.
2. ↑  Donadoni 1999,  p. 115.
3. 1 2 3  Porter e Moss 1927, p. 393.
4. ↑  Porter e Moss 1964, p. 658.
5. ↑  Graefe 2010.
6. ↑  Maspero 1889, pp. 516-519 e 520-523.
7. ↑  Maspero 1889, p. 530.
8. ↑  Theban Royal Mummy Project
9. ↑  Porter e Moss 1964, pp. 658-667.
10. ↑  Keszthelyi Katalin: Proposed Identification for “Unknown Man C” of DB320 Archiviato il 6 aprile 2008 in Internet Archive.
11. ↑  Unidentified Mummies
12. ↑   Brier, Bob, Unknown Man E, A Preliminary Examination, in Bulletin of the Egyptian Museum, vol. 3, American University in Cairo Press, 2008,  pp. 23-27.
13. ↑  Porter e Moss 1964, p. 662.